# Brave New World (альбом)
Brave New World (с англ. — «Дивный новый мир») — двенадцатый студийный альбом британской хэви-метал-группы Iron Maiden, вышедший в 2000 году.

## Об альбоме
Это был первый альбом после возвращения в коллектив ведущего вокалиста Брюса Дикинсона и гитариста Эдриана Смита. Также это первая студийная запись группы с тремя гитаристами. Этот альбом стал более прогрессивным, чем ранние работы, что привлекло многих поклонников прогрессивного метала. Альбом имел большой успех у поклонников группы, а песни «The Wicker Man», «Ghost of the Navigator» и «Blood Brothers» стали классикой группы.
В качестве названия альбома взято название антиутопического романа Олдоса Хаксли «О дивный новый мир». Обложка альбома также оформлена в духе романа.
Композиции «The Wicker Man» и «Out of the Silent Planet» были выпущены как синглы.

## Участники записи
- Брюс Дикинсон — вокалист;
- Дэйв Мюррей — гитарист;
- Яник Герс — гитарист;
- Эдриан Смит — гитарист, бэк-вокалист;
- Стив Харрис — бас-гитарист, клавишник, бэк-вокалист;
- Нико МакБрэйн — барабанщик;
- Майкл Кинни — клавишник.

## Список композиций
| #  | Оригинальное название               | Перевод                                 | Музыка / Слова                          | Время |
| -- | ----------------------------------- | --------------------------------------- | --------------------------------------- | ----- |
| 1  | The Wicker Man                      | Плетеный человек                        | Эдриан Смит, Брюс Дикинсон,Стив Харрис  | 4:35  |
| 2  | Ghost of the Navigator              | Призрак мореплавателя                   | Брюс Дикинсон, Стив Харрис, Яник Герс   | 6:50  |
| 3  | Brave New World                     | Дивный новый мир                        | Брюс Дикинсон, Дэйв Мюррей, Стив Харрис | 6:18  |
| 4  | Blood Brothers                      | Кровные братья                          | Стив Харрис                             | 7:14  |
| 5  | The Mercenary                       | Наёмник                                 | Стив Харрис, Яник Герс                  | 4:42  |
| 6  | Dream of Mirrors                    | Зеркальный сон                          | Стив Харрис, Яник Герс                  | 9:21  |
| 7  | The Fallen Angel                    | Падший ангел                            | Эдриан Смит, Стив Харрис                | 4:00  |
| 8  | The Nomad                           | Кочевник                                | Дэйв Мюррей, Стив Харрис                | 9:06  |
| 9  | Out of the Silent Planet            | За пределы безмолвной планеты           | Брюс Дикинсон, Стив Харрис, Яник Герс   | 6:25  |
| 10 | The Thin Line Between Love and Hate | Тонкая грань между любовью и ненавистью | Дэйв Мюррей, Стив Харрис                | 8:27  |

## Хит-парады

### Альбом
Журнал Billboard (Северная Америка)
| Год  | Хит-парад                | Позиция |
| ---- | ------------------------ | ------- |
| 2000 | The Billboard 200        | 39      |
| 2000 | Лучшие альбомы Интернета | 13      |

### Синглы
Billboard (Северная Америка)
| Год  | Сингл            | Хит-парад              | Позиция |
| ---- | ---------------- | ---------------------- | ------- |
| 2000 | «The Wicker Man» | Канадский сингл-чарт   | 4       |
| 2000 | «The Wicker Man» | Mainstream Rock Tracks | 19      |